# Teen Wolf: O Filme
Teen Wolf: The Movie (bra/prt: Teen Wolf: O Filme) é um filme de drama e suspense sobrenatural americano de 2023 dirigido por Russell Mulcahy e escrito por Jeff Davis. O filme é uma continuação da série Teen Wolf da MTV e apresenta a maioria do elenco reprisando seus papéis, incluindo Tyler Posey, Crystal Reed, Tyler Hoechlin, Holland Roden, Colton Haynes, Shelley Hennig, Dylan Sprayberry, Linden Ashby, Melissa Ponzio e JR Bourne. Segue o lobisomem Scott McCall (Posey) enquanto ele protege sua cidade na Califórnia de uma antiga ameaça. Ao contrário da série, Teen Wolf o filme não é do gênero "Young Adult/Teen".
O filme foi lançado na Paramount+ em 26 de janeiro de 2023.

## Enredo
Quinze anos depois de deixar Beacon Hills, Scott agora dirige um abrigo de animais em Los Angeles, ao lado da nova clínica de Deaton, e não está mais em um relacionamento com Malia. Lydia trabalha em uma empresa de energia em San Francisco, e terminou com Stiles depois de ter uma visão recorrente de sua morte em um acidente de carro e não usou suas habilidades de banshee desde então. Derek, Malia e Peter agora dirigem uma oficina mecânica, da qual o filho de quinze anos de Derek, Eli, rouba persistentemente o jipe abandonado de Stiles. Traumatizado pela visão da forma de lobisomem de seu pai quando criança, Eli sofre de desmaios sempre que se transforma, o que prejudica suas outras habilidades e prejudica seu relacionamento com Derek. Malia começou recentemente um relacionamento casual com Parrish, que está querendo que eles se tornem um casal de verdade. Mason se juntou à força policial de Beacon Hills, para quem Derek atua como um consultor sobrenatural. Liam mora no Japão e dirige um restaurante com sua namorada kitsune Hikari Zhang, e eles guardam a urna contendo o Nogitsune. Uma figura encapuzada ataca o restaurante e liberta o Nogitsune, com o qual a figura forma uma aliança.
A figura encapuzada provoca vários incêndios na floresta de Beacon Hills, usando um acelerador químico, enquanto Scott, Lydia e Chris estão tendo visões de uma Allison fantasmagórica em perigo; eles teorizam que sua alma está presa no bardo e não pode seguir em frente até que eles realizem um ritual, para o qual Lydia produz instruções distorcidas. Eles voltam para Beacon Hills junto com Jackson, que os ajuda a decifrar as instruções restantes. Durante a lua cheia, Scott, Lydia e Malia trazem uma amostra de terra do solo onde Allison morreu em Oak Creek, e a espada do Oni que a matou, para o Nemeton, que ressuscita inesperadamente uma Allison inconsciente. Ela acorda no hospital com amnésia, guardando apenas memórias fragmentadas de sua família e sua rivalidade com Derek e nenhuma lembrança de Scott ou de seus outros amigos. Ela ataca Malia, Scott e os seguranças antes de fugir.
Deaton percebe que o Nogitsune está possuindo Chris e causando as visões de Allison para enganar o bando de Scott para trazê-la de volta dos mortos. O Nogitsune usa o poder do Nemeton para se manifestar fisicamente antes de assassinar um policial kitsune e aproveitar suas energias para criar nove Oni. Em seguida, ele se aproxima de Allison, oferecendo-se para ajudá-la a eliminar Scott, alegando que ele destruiu sua família. Ela ataca Derek e Eli na escola, mas Liam e Hikari salvam Derek, enquanto Allison persegue Eli até a oficina mecânica. Scott o resgata, e ela caça os dois pela floresta enquanto é perseguida por Chris, Melissa e Peter. Scott confronta Allison na beira de um penhasco, tentando fazer com que ela fale com ele e, por fim, permite que ela o esfaqueie com uma adaga revestida de acônito e o leve ao estádio da cidade, onde uma partida de lacrosse está acontecendo, para usá-lo como isca. Ele consegue ativar mais memórias dela, incluindo alguns detalhes de seu relacionamento, e ela queima o acônito dele e faz uma trégua com ele contra o Nogitsune.
Os Oni sequestram Liam, Hikari, Derek, Eli, Noah, Mason e Deaton, e o Nogitsune os mantém como reféns em um bardo ilusório. Enquanto Malia e Parrish reúnem armas de prata para matar os Oni, Lydia e Jackson examinam uma das cenas de incêndio, percebendo que sorveira foi queimada para produzir cinzas da montanha. Lydia percebe que o culpado é Adrian Harris, que está escondido desde seu aparente assassinato, culpando o bando de Scott por seus infortúnios e planejando vingança contra eles. O Nogitsune libera Eli para causar confusão, enquanto Harris cerca o estádio com cinzas da montanha, atira em Jackson e captura Lydia, forçando-a a assistir à situação de seus amigos para que o Nogitsune possa se alimentar de sua dor. Scott e Allison lutam contra os Oni enquanto Eli liberta os reféns, e Lydia subjuga Harris com a ajuda de Jackson e produz um grito que restaura totalmente as memórias de Allison. Scott convence o Nogitsune a deixar todos irem se Allison o matar, e ela relutantemente atira três flechas em seu peito, mas o espírito kitsune de Hikari o protege do perigo. Parrish queima as cinzas da montanha e ele, Malia, Melissa, Chris e Peter alcançam os outros no bardo. O bando reunido mata os Oni enquanto Scott, Derek e Eli dominam o Nogitsune. Derek o restringe até que Parrish incinere os dois, com os olhos de Derek ficando vermelhos em seus momentos finais, tornando-se um verdadeiro Alfa por meio de seu ato de auto sacrifício. A ilusão do bardo se desfaz e o bando reaparece no estádio.
No funeral de Derek, Noah dar o Jeep de Stiles para Eli. Scott retoma seu relacionamento com Allison, embora ela esteja lutando para se ajustar à sua ressurreição. Parrish internou Harris na Eichen House.

## Elenco
- Tyler Posey como Scott McCall
- Crystal Reed como Allison Argent
- Holland Roden como Lydia Martin
- Shelley Hennig como Malia Tate
- JR Bourne como Chris Argent
- Ian Bohen como Peter Hale
- Colton Haynes como Jackson Whittemore
- Linden Ashby como Xerife Noah Stilinski
- Melissa Ponzio como Melissa McCall
- Ryan Kelley como Jordan Parrish
- Seth Gilliam como Dr. Alan Deaton
- Orny Adams como Treinador Bobby Finstock
- Dylan Sprayberry como Liam Dunbar
- Khylin Rhambo como Mason Hewitt
- Aaron Hendry como Nogitsune
- Vince Mattis como Eli Hale
- Amy Workman como Hikari Zhang[e]
- Tyler Hoechlin como Derek Hale
- Adam Fristoe como Adrian Harris
- Eaddy Mays como Victoria Argent
- Manuel Rafael Lozano como Tenente Ibarra
- Jesse Posey como Raymond Delgado
- Nobi Nakanishi como Delegado Ishida
- L.B. Fisher como Treinador Hogan
- John Posey como Conrad Fenris[f]

## Produção
Em setembro de 2021, foi anunciado que um filme de reunião para a série de televisão Teen Wolf de 2011 havia sido encomendado pela Paramount+, com Jeff Davis retornando como roteirista e produtor executivo do filme, e que a maioria dos membros do elenco original reprisou seus papéis, embora os membros do elenco Dylan O'Brien, Arden Cho e Cody Christian tenham se recusado a retornar. O diretor de episódios de Teen Wolf Russell Mulcahy voltou para dirigir o filme.
Alguns anos antes, houve várias iniciativas de Tyler Posey, o protagonista da série Teen Wolf, de trazer uma nova temporada ou um filme para a série.
A fotografia principal começou em 21 de março de 2022, e terminou em 17 de maio.
O filme foi lançado na Paramount+ em 26 de janeiro de 2023.

### Elenco
Em 2020, O'Brien disse à Variety que estava realmente ansioso para se envolver, embora ninguém o tivesse abordado sobre a reunião ainda: "Eu aproveitaria a chance de fazer qualquer tipo de coisa. Voltaremos juntos para algo em algum momento." Já em 2022, O'Brien acabou recusando fazer parte do filme, declarando: "Foi uma decisão difícil. Muita coisa foi envolvida. O show não poderia ser mais querido para mim. Foi a primeira coisa que fiz e tantas pessoas lá são extremamente queridas para mim. Era algo que eu estava tentando fazer o trabalho, mas tudo aconteceu muito rápido. Nós realmente não sabíamos o que estava acontecendo e eles meio que nos jogaram um pouco, o que é bom porque todos nós amamos o show. Estávamos tentando descobrir." O mesmo continuou: "Eu apenas decidi que foi deixado em um lugar muito bom para mim e ainda quero deixá-lo lá. Desejo-lhes boa sorte e vou assisti-lo na primeira noite em que for lançado. Eu espero que seja foda, mas eu não vou estar nele."
Em uma entrevista posterior ao The Hollywood Reporter, O'Brien se abriu mais sobre essa decisão, explicando que seu plano original de retornar veio em grande parte do desejo de satisfazer as necessidades de outras pessoas em detrimento das suas. Ele declarou: "Quando [o filme] surgiu, imediatamente tentei fazê-lo funcionar, mas então percebi que estava indo contra meu instinto o tempo todo. Acho que estava fazendo todas essas coisas para outras pessoas e não para mim. Eu estava tipo: 'Oh, eu realmente não sinto vontade de abrir aquela porta de volta, e não acho que haja algo de errado com isso. Eu deveria apenas ouvir esse instinto e seguir em frente.' "Então foi isso que eu decidi, e acho que meio que sabia disso no meu coração o tempo todo. Já estava em um lugar muito legal, sabe? Então eu não queria tocá-lo. Eu não queria quero foder com isso."
Em fevereiro de 2022, o Deadline informou que Cho havia rejeitado uma oferta da Paramount para retornar por causa do dinheiro envolvido. Na época, Arden não respondeu ao artigo diretamente, embora parecesse reconhecer o apoio de seus fãs sobre o assunto em um tweet datado de 16 de fevereiro: "Amo vocês, gostaria de poder dar abraços em todos vocês", escreveu ela. Então em maio de 2022, Arden Cho declarou que se recusou a participar do filme por desigualdade salarial em relação as outras atrizes. Quando questionada se lhe foi oferecido a metade do salário, ela declarou: "Acho que me ofereceram ainda menos. Eu provavelmente nunca o compartilharia. Eu provavelmente poderia, de cabeça, pensar em mais de dez atores asiático-americanos que conheço e receberam significativamente menos do que os outros colegas em projetos de Hollywood. Às vezes, você não tem a escolha de dizer 'não', porque você precisa do trabalho, tem contas a pagar." Logo após o lançamento do filme Cho declarou no Twitter: "Ansiosa para coisas melhores em 2023! Não tenha medo de abandonar ou recusar uma oportunidade se souber que não é justo e não o deixará feliz!."

## Recepção
No site agregador de críticas Rotten Tomatoes, 39% das 23 críticas dos críticos são positivas, com uma classificação média de 5,4/10. O consenso do site diz, "O elenco está de volta, mas a nostalgia não pode salvar Teen Wolf: The Movie, um revival medíocre que retrai suas garras e enfia o rabo entre as pernas."
Teen Wolf: The Movie quebrou recordes da Paramount+ como o filme original mais assistido em seu primeiro dia de estreia.